# اصل فرما

اصل فرما به قانون اسنل می‌انجامد؛ هنگامی که سینوس زوایا در دو محیط با سرعت انتشار متناسبند، زمان رسیدن از P به Q کمینه می‌شود.

اصل فرما یا اصل کوتاه‌ترین زمان اصلی است که بیان می‌دارد که مسیر پیموده‌شده بین دو نقطه توسط یک پرتو نور مسیری خواهد بود که بتوان در کوتاه‌ترین زمان پیمود. این اصل گاهی به عنوان تعریف پرتو نور نیز بکار می‌رود. با این وجود این نسخه از تعریف عمومی نیست؛ یک بیان نوین‌تر از این اصل به این صورت است که پرتوهای نور، مسیر نوری ثابتی را می‌پیمایند.
از اصل فرما می‌توان برای تشریح ویژگی‌های پرتوهای نوری که از سطح آینه‌ها بازتاب می‌شوند، شکست نور و بازتاب کلی استفاده کرد.